# Camp de Hamburg-Wandsbek
Le camp de Hamburg-Wandsbek est une unité de travail forcé dépendant du camp de concentration de Neuengamme, situé au nord-est de Hambourg et dont les déportées étaient mises à la disposition des usines Drägerwerk AG pour la production de masques à gaz.

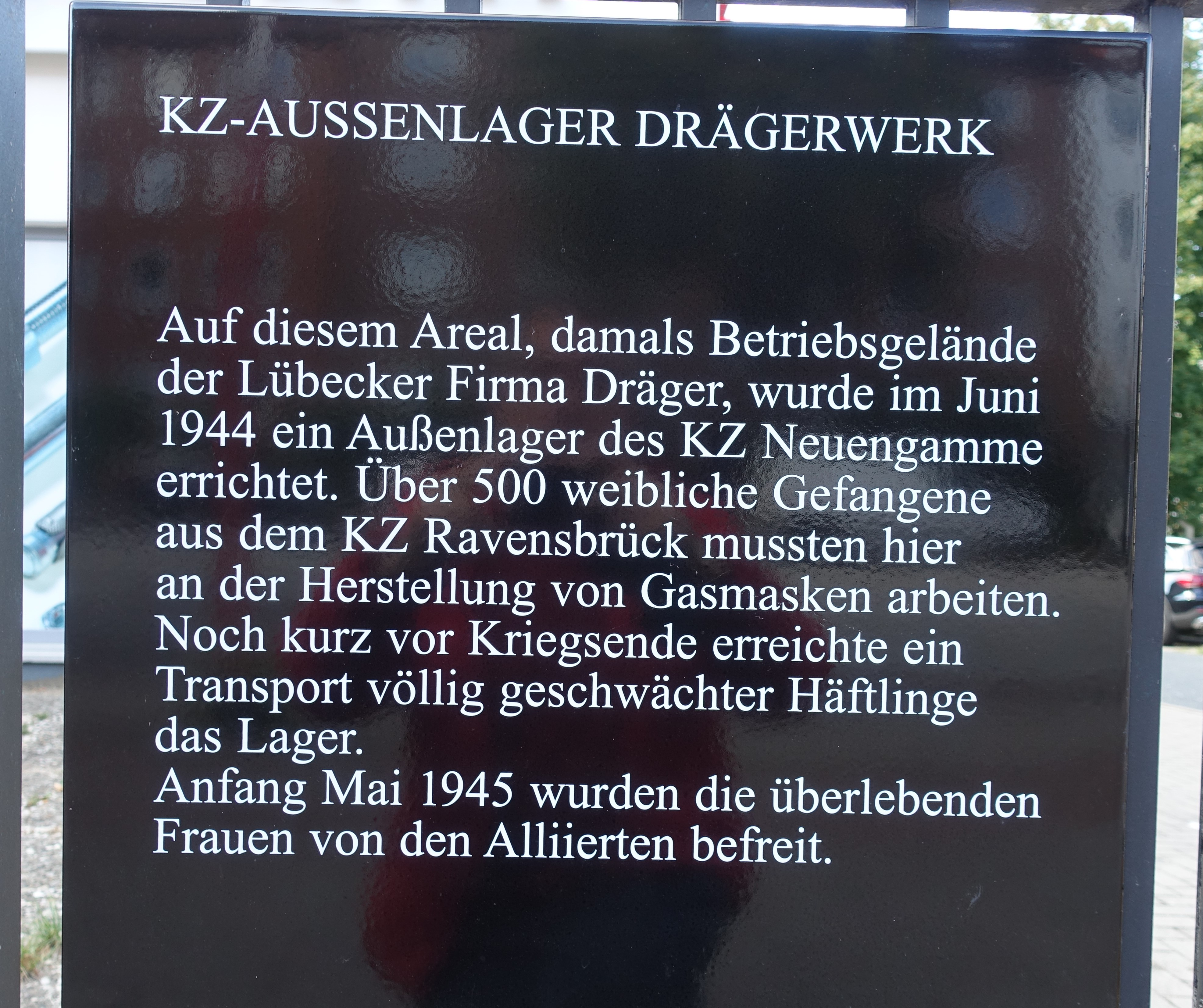
Plaque commémorative rappelant l'existence du camp de Hambourg-Wandsbek, au n°61 de Ahrensburger Straße.

## Création
Début 1944, trois baraques avaient été construites à Hambourg-Wandsbek, au 162 de la Ahrensburger Straße, dans l’enceinte d'une usine filiale de Drägerwerk AG, pour y héberger les détenues. En juin 1944, 500 déportées en provenance de Ravensbrück, arrivent  sur le site, rejointes fin septembre par un second groupe. Les détenues sont, pour la plupart, originaires de Pologne et d’Union soviétique, mais aussi de Slovénie, de France, de Belgique, des Pays-Bas, d’Allemagne et de Tchécoslovaquie.
Leur travail consiste à fabriquer des masques à gaz et, dans les dernières semaines de la guerre, à déblayer les décombres après les bombardements de Hambourg. En mars 1945, les usines Dräger utilisent des déportées de Wandsbek pour des expériences destinées à savoir combien de temps des êtres humains peuvent survivre dans un abri antiaérien sans bouches d’aération.
Le camp de Hambourg-Wandsbek est placé sous la responsabilité du SS Unterscharführer Johannes Heinrich Steenbock, puis du SS-Untersturmführer Max Kierstein, et enfin Friedrich Wilhelm Hinz, muté de la Wehrmacht au service en camp de concentration.

## Évacuation
En avril 1945, des femmes du camp de Helmstedt-Beendorf arrivent au camp de Hambourg-Wandsbek. Certaines sont transférées, juste avant la fin de la guerre, vers le camp de Hambourg-Eidelstedt, où des soldats d'une division blindée britannique les libèrent, le 5 mai 1945. La plupart des déportées de Wandsbek sont sauvées par la Croix-Rouge suédoise qui les emmène en train, le 1er mai 1945, de Hambourg à Padborg, au Danemark, puis de là, en Suède,.

## Mémorial
En 1988, un panneau a été apposé à l’entrée de l’entreprise Agfa-Gevaert où se trouvait le Kommando extérieur. En 2005, à l’occasion d'un projet immobilier sur l’emplacement du camp, il est prévu d’aménager un petit site commémoratif entouré de piquets de clôture.